# Abludomelita reidi
Abludomelita reidi är en kräftdjursart. Abludomelita reidi ingår i släktet Abludomelita och familjen Melitidae. Inga underarter finns listade i Catalogue of Life.